# Postępowanie administracyjne
Postępowanie administracyjne – administracyjne prawo formalne (procesowe), w doktrynie jest definiowane jako określony tryb działań organów administracji publicznej w sprawach dotyczących praw i obowiązków niepodporządkowanych im służbowo konkretnych podmiotów bądź też jako uporządkowany ciąg czynności procesowych, dokonywanych przez organ administracji publicznej i inne podmioty tego postępowania, zmierzających do załatwienia sprawy indywidualnej w drodze decyzji administracyjnej. Postępowanie administracyjne sensu stricto nazywa się także ogólnym postępowaniem administracyjnym oraz postępowaniem administracyjnym jurysdykcyjnym.
W znaczeniu szerokim zalicza się do postępowania administracyjnego także postępowanie uproszczone w sprawach skarg i wniosków oraz w sprawach wydawania zaświadczeń, postępowania karno-administracyjne, postępowania dyscyplinarne, postępowanie egzekucyjne w administracji oraz postępowanie przed sądami administracyjnym, z kolei mianem postępowania administracyjnego w ścisłym znaczeniu określa się rozprawę administracyjną.

## Regulacje postępowania administracyjnego w Polsce
Polskie regulacje postępowania administracyjnego czerpały z wzorców austriackich (ustawa z 1896 roku, regulująca procedurę weryfikacji orzeczeń wydawanych w pierwszej instancji przez władze publiczne). Pierwszą polską kodyfikacją tej gałęzi prawa było rozporządzenie z mocą ustawy wydane przez Prezydenta RP, Rozporządzenie o postępowaniu administracyjnym, które weszło w życie 1 lipca 1928 roku. Obowiązywało ono także po II wojnie światowej, lecz jego znaczenie obniżały kolejne akty prawne, jak uchwała Rady Państwa i Rady Ministrów z 14 grudnia 1950 roku w sprawie rozpatrywania i załatwiania odwołań, listów i zażaleń ludności oraz krytyki prasowej, przejmująca wiele rozwiązań radzieckich. W efekcie istniała dwutorowa możliwość kwestionowania decyzji administracyjnych. Stan ten przerwało uchwalenie 14 czerwca 1960 roku Kodeksu postępowania administracyjnego (k.p.a), który wszedł w życie 1 stycznia 1961 roku. Regulował on postępowanie administracyjne ogólne (zmierzające do wydania decyzji administracyjnej), a także postępowanie w sprawach skarg i wniosków. W wyniku nowelizacji w 1980 roku k.p.a. objęło swym zakresem także wydawanie zaświadczeń oraz sprawy rozstrzygania sporów o właściwość między organami administracji publicznej a sądami powszechnymi; znalazł się tam również dział VI, regulujący postępowanie przed Naczelnym Sądem Administracyjnym. Dział ten został uchylony w 1995 roku, kiedy weszła w życie na lata 1995–2002 druga ustawa o Naczelnym Sądzie Administracyjnym. Drugą ustawę o NSA zastąpiła ustawa Prawo o ustroju sądów administracyjnych. Od 1990 roku k.p.a. reguluje też postępowanie w sprawach indywidualnych prowadzone przez organy samorządu gminnego, a od 1998 roku (w związku z reformą administracji) – postępowanie przed organami administracji powiatowej i samorządu województwa.

### Zakres regulacji Kodeksu postępowania administracyjnego
K.p.a. obejmuje swoim zakresem postępowanie administracyjne sensu stricto, postępowanie w sprawach rozstrzygania sporów o właściwość między organami jednostek samorządu terytorialnego i organami administracji rządowej oraz między innymi organami państwowymi i innymi podmiotami, które są z mocy prawa lub na mocy porozumień powołane do załatwiania spraw indywidualnych w drodze decyzji administracyjnej, a także postępowanie w sprawie wydawania zaświadczeń oraz postępowanie w sprawach skarg i wniosków. W ustawie tej znalazły się także dwa artykuły, będące przepisami szczególnymi w sprawach ubezpieczeń społecznych.
Od 1 czerwca 2017 r. kodeks reguluje też:
- nakładanie lub wymierzanie administracyjnych kar pieniężnych lub udzielanie ulg w ich wykonaniu
- tryb europejskiej współpracy administracyjnej[8].

Ponadto od tego samego dnia k.p.a. normuje również milczące załatwienie sprawy, które jest jednym ze sposobów rozstrzygnięcia sprawy obok wydania decyzji.
Zakres podmiotowy postępowania administracyjnego sensu stricto wyznacza pojęcie organu administracji publicznej. Określając przedmiot postępowania administracyjnego sensu stricto używa określenia „sprawa indywidualna” – z jednej strony, zdaniem części doktryny, pojęcie to nie ma samodzielnego znaczenia normatywnego, z drugiej strony pojawiają się próby definiowania tego pojęcia.
Metodą enumeracji negatywnej spod zakresu obowiązywania Kodeksu postępowania administracyjnego wyłączono ze względu na kryterium przedmiotowe: postępowania karne skarbowe oraz sprawy uregulowane w Ordynacji podatkowej (wyjątkiem jest tu udział prokuratora oraz postępowania w sprawach skarg i wniosków), a ze względu na kryterium podmiotowe sprawy należące do właściwości polskich przedstawicielstw dyplomatycznych i urzędów konsularnych, o ile przepisy szczególne nie stanowią inaczej (wyjątkiem są tu postępowania w sprawach skarg i wniosków).
Przepisów k.p.a. nie stosuje się także do wewnętrznej sfery stosunków administracji publicznej (o ile przepisy szczególne nie stanowią inaczej) – wynikających z:
- nadrzędności i podległości organizacyjnej w stosunkach między organami państwowymi i innymi państwowymi jednostkami organizacyjnymi,
- podległości służbowej pracowników organów państwowych i innych państwowych jednostek organizacyjnych (wyjątkiem są tu postępowania w sprawach skarg i wniosków).

K.p.a. przewiduje zasadę poszanowania uprawnień wynikających z immunitetów dyplomatycznych i immunitetów konsularnych oraz umów i zwyczajów międzynarodowych, stąd przepisy tej ustawy nie będą miały zastosowania wobec osób korzystających z przywilejów dyplomatycznych i konsularnych w takim zakresie, w jakim mogłyby naruszyć uprawnienie tych osób.

## Zasady postępowania administracyjnego
K.p.a. wymienia kilkanaście ogólnych zasad postępowania administracyjnego. Są to:
- zasada praworządności (legalności, legalności działania),
- zasada prawdy obiektywnej,
- zasada uwzględniania z urzędu interesu społecznego i słusznego interesu obywateli,
- zasada pogłębiania zaufania do organów Państwa,
- zasada informowania stron i pozostałych uczestników postępowania,
- zasada czynnego udziału strony w postępowaniu,
- zasada przekonywania,
- zasada szybkości i prostoty postępowania (szybkości i ograniczonego formalizmu postępowania),
- zasada polubownego załatwiania spornych spraw administracyjnych,
- zasada pisemności,
- zasada dwuinstancyjności,
- zasada trwałości ostatecznych decyzji administracyjnych,
- zasada sądowej weryfikacji (kontroli) decyzji ostatecznych.

Oprócz tego w postępowaniu administracyjnym stosuje się zasady konstytucyjne (demokratycznego państwa prawnego, równości wobec prawa, prawa do sprawiedliwego, jawnego i szybkiego procesu, prawo dostępu każdego do dotyczących go urzędowych dokumentów i zbiorów danych, a także, ujętych też jako ogólne, zasada dwuinstancyjności i praworządności) oraz formułowane przez doktrynę i orzecznictwo poprzez uogólnienie rozwiązań prawnych (zasada oficjalności, dyspozycyjności, domniemania legalności decyzji administracyjnej, swobodnej oceny dowodów).

## Rodzaje postępowania administracyjnego
Postępowanie administracyjne można podzielić na następujące rodzaje:
- ogólne
- w sprawach o ustalenie właściwości
- w sprawach nakładania kar pieniężnych (dział IVa KPA)
- w sprawach o wydawanie zaświadczeń (dział VII KPA)
- w sprawach skarg i wniosków (dział VIII KPA)
- z zakresu europejskiej współpracy administracyjnej (dział VIIIa KPA)
- w sprawach petycji (ustawa o petycjach)
- w sprawach podatkowych (Ordynacja podatkowa)
- postępowanie administracyjne w sprawach z zakresu ochrony środowiska (Prawo ochrony środowiska)
- w sprawie dostępu do informacji niejawnych (ustawa o ochronie informacji niejawnych).

Wewnątrz postępowania ogólnego wyróżnia się postępowanie:
- budowlane
- sanitarne
- drogowe
- rolne
- leśne
- przemysłowe
- melioracyjne
- środowiskowe.

## Organ administracji publicznej
Kodeks postępowania administracyjnego posługuje się funkcjonalną definicją organu administracji publicznej. Zalicza do nich organy administracji rządowej, organy jednostek samorządu terytorialnego oraz inne organy państwowe i inne podmioty powołane z mocy prawa lub na podstawie porozumień do załatwiania spraw indywidualnych rozstrzyganych w drodze decyzji administracyjnych. Posiadają one kompetencję procesową ogólną. K.p.a. reguluje właściwość miejscową organów administracji publicznej; reguluje też rzeczową, ale w sposób subsydiarny, odsyłając do „przepisów o zakresie działania organu”. Ze względu na źródło właściwości przewiduje ustawową, a w niektórych przypadkach delegacyjną.
Ustalając organ wyższego stopnia w danej sprawie pierwszeństwo mają przepisy szczególne, a dopiero później regulacja zawarta w k.p.a. Ta ostatnia przewiduje, że organami wyższego stopnia są w stosunku do:
- jednostek samorządu terytorialnego – samorządowe kolegia odwoławcze, chyba że ustawy szczególne stanowią inaczej[14],
- wojewodów – właściwi w sprawie ministrowie,
- innych organów administracji publicznej – organy nadrzędne lub właściwi ministrowie, a w razie ich braku – organy państwowe sprawujące nadzór nad ich działalnością,
- organizacji społecznych – odpowiednie organy wyższego stopnia tych organizacji, a w razie ich braku – organ państwowy sprawujący nadzór nad ich działalnością.

Organy administracji publicznej przestrzegają właściwości z urzędu. Istnieje możliwość, że organ utraci swoją właściwość (nie obowiązuje zasada perpetuatio fori). W razie zmiany przepisów, powodujących utratę właściwości przez organ administracji publicznej, powinien on postępowanie umorzyć, a sprawę przekazać organowi właściwemu do jej załatwienia. Między organami administracji może dojść do sporów kompetencyjnych (między organami jednostek samorządu terytorialnego a organami administracji rządowej) oraz do sporów o właściwość; dochodzi do nich, kiedy dwa organy uznają się za właściwe w danej sprawie (spór pozytywny) albo żaden organ nie uznaje się za właściwy (spór negatywny).
Oprócz właściwości zdolność prawną organu administracji publicznej wyznaczają instytucje wyłączenia pracownika, jak i samego organu administracji publicznej.

## Uczestnicy postępowania

### Strony
Stroną postępowania administracyjnego jest, zgodnie z kodeksową definicją, każdy czyjego interesu prawnego lub obowiązku dotyczy postępowanie albo kto żąda czynności organu ze względu na swój interes prawny lub obowiązek. W doktrynie istnieje rozbieżność co do tego, kto stwierdza istnienie tego interesu prawnego. Zdaniem zwolenników koncepcji subiektywnej decyduje o tym wola żądającego wszczęcia postępowania, zdaniem zwolenników koncepcji obiektywnej podstawą legitymacji jest obiektywnie istniejący stosunek materialnoprawny.
K.p.a. przyznaje zdolność administracyjnoprawną wszystkim osobom fizycznym i prawnym. Osoby fizyczne, które nie posiadają zdolności do czynności prawnych działają przez swoich ustawowych przedstawicieli. Strony, które nie są osobami fizycznymi, działają przez swoich ustawowych lub statutowych przedstawicieli. Dla osoby nieobecnej lub niezdolnej do czynności prawnych organ administracji publicznej występuje do sądu z wnioskiem o wyznaczenie przedstawiciela, o ile przedstawiciel nie został wyznaczony. W przypadku konieczności podjęcia czynności nie cierpiącej zwłoki organ wyznacza (w drodze postanowienia, na które nie służy zażalenie) dla osoby nieobecnej przedstawiciela uprawnionego do działania w postępowaniu do czasu wyznaczenia dla niej przedstawiciela przez sąd. W sprawach dotyczących praw zbywalnych lub dziedzicznych w razie zbycia prawa lub śmierci strony w toku postępowania na miejsce dotychczasowej strony wstępują jej następcy prawni. W sprawach dotyczących spadków nieobjętych jako strony działają osoby sprawujące zarząd majątkiem masy spadkowej, a w razie ich braku kurator wyznaczony przez sąd na wniosek organu administracji publicznej.

#### Pełnomocnik
Strona może w postępowaniu administracyjnym ustanowić pełnomocnika. Pełnomocnikiem może być tylko osoba fizyczna, mająca zdolność do czynności prawnych. Przepisy kodeksu postępowania administracyjnego nie stawiają dodatkowych wymagań, te mogą jednak znajdować się w przepisach szczególnych.
Pełnomocnictwo powinno być udzielone na piśmie lub zgłoszone do protokołu. Pełnomocnik dołącza do akt oryginał lub urzędowo poświadczony odpis pełnomocnictwa; adwokat, radca prawny lub rzecznik patentowy może sam uwierzytelnić odpis udzielonego mu pełnomocnictwa. Organ administracji publicznej ma obowiązek z urzędu badać prawidłowość pełnomocnictwa.
Pełnomocnictwo może być udzielone do dokonania konkretnej czynności, niektórych czynności, jak i do zastępowania strony w całym postępowaniu administracyjnym. K.p.a. przewiduje też instytucję pełnomocnictwa domniemanego – w sprawach mniejszej wagi organ administracji publicznej może nie żądać pełnomocnictwa, jeżeli pełnomocnikiem jest członek najbliższej rodziny lub domownik strony, a nie ma wątpliwości co do istnienia i zakresu upoważnienia do występowania w imieniu strony.
Istnieje pewna kategoria czynności, która wymaga osobistego działania stron (np. przesłuchanie stron). Pominięcie pełnomocnika oznacza tyle samo, co pominięcie strony w postępowaniu administracyjnym, nie dotyczy to jednak uprawnień wynikających z przepisów prawa materialnego.

### Uczestnicy na prawach strony
Uczestnicy na prawach strony w postępowaniu administracyjnym, w przeciwieństwie do stron, nie opierają swojego udziału na podstawie interesu prawnego lub obowiązku. Przysługują im prawa procesowe strony – mogą przykładowo żądać rektyfikacji decyzji, składać wnioski dowodowe, wnosić środki zwyczajne i nadzwyczajne oraz zaskarżać decyzję do sądu administracyjnego. Nie mogą za to korzystać z tych uprawnień strony, które są przejawem zasady dyspozytywności w postępowaniu administracyjnym (np. żądanie zawieszenia postępowania, zawarcie ugody administracyjnej, cofnięcie odwołania wniesionego przez stronę).

#### Organizacja społeczna
Organizacje społeczne mogą pełnić funkcję organów administracji publicznej i być stroną. Może także w sprawie dotyczącej innej osoby, jeżeli jest to uzasadnione celami statutowymi tej organizacji i przemawia za tym interes społeczny, występować z żądaniem wszczęcia postępowania albo dopuszczenia jej do udziału w postępowaniu. Organ administracji publicznej, uznając żądanie organizacji społecznej za uzasadnione, postanawia w drodze postanowienia o wszczęciu postępowania z urzędu lub o dopuszczeniu organizacji do udziału w postępowaniu; na postanowienie o odmowie wszczęcia postępowania lub dopuszczenia do udziału w postępowaniu organizacji społecznej służy zażalenie.
Organ administracji publicznej, wszczynając postępowanie w sprawie dotyczącej innej osoby zawiadamia o tym organizację społeczną, jeżeli uzna, że może być ona zainteresowana udziałem w tym postępowaniu ze względu na swoje cele statutowe i gdy przemawia za tym interes społeczny.
Organizacja społeczna, która nie uczestniczy w postępowaniu na prawach strony, może za zgodą organu (wyrażoną w drodze postanowienia) administracji publicznej przedstawić temu organowi swój pogląd w sprawie, wyrażony w uchwale lub oświadczeniu jej organu statutowego. Przedstawienie poglądu nie oznacza jednak udziału organizacji w postępowaniu na prawach strony.

#### Prokurator
Prokurator bierze udział w postępowaniu administracyjnym, jeżeli wymaga tego ochrona praworządności – zwłaszcza gdy naruszenie prawa lub bezczynność organu narusza interes Rzeczypospolitej Polskiej, podstawowe prawa obywatela lub strona z jakichkolwiek powodów nie jest w stanie chronić swoich praw. Prokurator może:
- zwrócić się do właściwego organu administracji publicznej o wszczęcie postępowania w celu usunięcia stanu niezgodnego z prawem[21],
- wziąć udział w każdym stadium postępowania w celu zapewnienia, aby postępowanie i rozstrzygnięcie było zgodne z prawem,
- wnieść sprzeciw od decyzji ostatecznej, jeżeli przepisy kodeksu lub przepisy szczególne przewidują wznowienie postępowania, stwierdzenie nieważności decyzji albo jej uchylenie lub zmianę (sprzeciw od decyzji wydanej przez ministra wnosi Prokurator Generalny)[f].

Organ administracji publicznej zawiadamia prokuratora o wszczęciu postępowania oraz o toczącym się postępowaniu w każdym przypadku, gdy uzna udział prokuratora w postępowaniu za potrzebny.

#### Rzecznik Praw Obywatelskich
Rzecznik Praw Obywatelskich podejmuje czynności w sytuacjach wskazujących na naruszenie wolności i praw człowieka i obywatela. Może:
- zwrócić się do właściwego organu administracji publicznej o wszczęcie postępowania,
- uczestniczyć w postępowaniu administracyjnym na prawach strony sporu.

#### Inni uczestnicy na prawach strony
K.p.a. nie wymienia innych uczestników na prawach stron, mogą być oni jednak przewidziani w przepisach szczególnych rangi ustawowej (np. ustawa o Inspekcji Ochrony Środowiska z 20 lipca 1991 roku w pewnych wypadkach pozwala na udział w charakterze strony organowi Inspekcji Ochrony Środowiska).